# Маабара

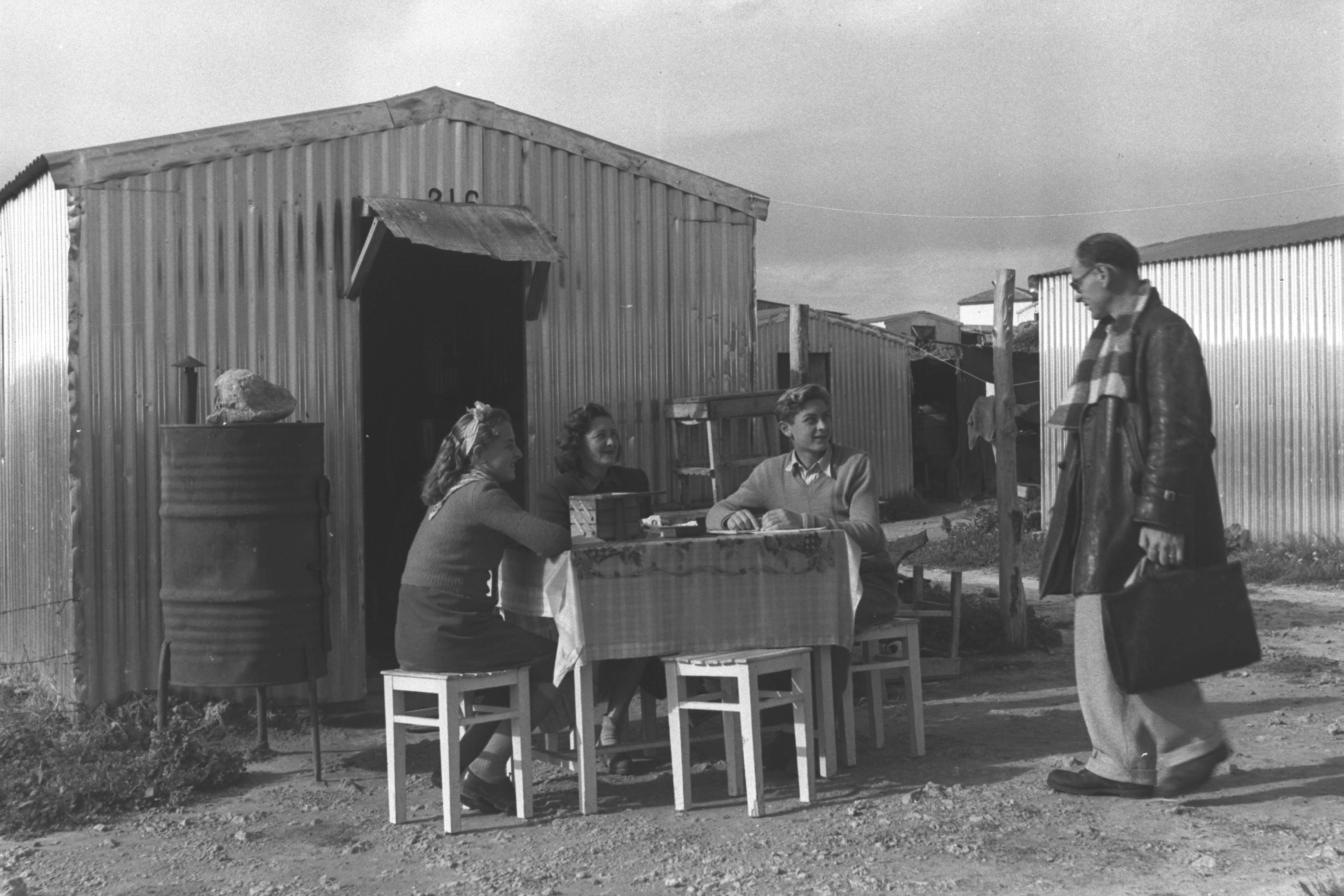
Маабара около Нагарии (север Израиля), 1952.

Маабара́ (מַעְבָּרָה‎, мн.ч. маабарот, ивр. מַעְבָּרוֹת‎) — лагеря абсорбции в Израиле в 1950-е годы. Маабарот должны были предоставить жильё большому потоку олим (еврейских репатриантов), которые приезжали в недавно получивший независимость Израиль.
Маабарот стали исчезать к середине 50-х, трансформируясь в «города развития». Последняя маабара была закрыта в 1963 году.

## Происхождение термина
Маабара (ед. ч.) происходит от слова ma’avar (ивр. מעבר‎ — транзит, переход). Маабарот (мн. ч.) означало временные общины для новоприбывших репатриантов. В них селились еврейские беженцы в основном из мусульманских стран, а также евреи, пережившие Холокост в Европе.

## История
В начале 1950-х в Израиль прибыли 130 000 иракских евреев. Таким образом, около трети жителей иммигрантских лагерей стали евреями иракского происхождения. К концу 1949 года 90 000 евреев населяли иммигрантские лагеря, а к концу 1951 население выросло до более чем 220 000 человек в 125 различных местах.
Палатки были заменены более удобными строениями, и «лагеря олим» были переименованы в «транзитные лагеря», или «маабарот». Большинство жителей маабарот жили во временных жестяных жилищах. Более 80 % жителей были выходцами из мусульманских стран Среднего Востока и Северной Африки.
Со временем маабарот превратились в городки, либо слились с районами соседних городов, и жители получили постоянные дома. Количество жителей маабарот стало уменьшаться начиная с 1952 года, и последняя маабара была закрыта около 1963. Большинство лагерей трансформировались в города развития — «ир питуах». Среди маабарот, которые стали городами — Кирьят-Шмона, Сдерот, Бейт-Шеан, Йокнеам-Илит, Ор-Йехуда и Мигдаль-ха-Эмек.

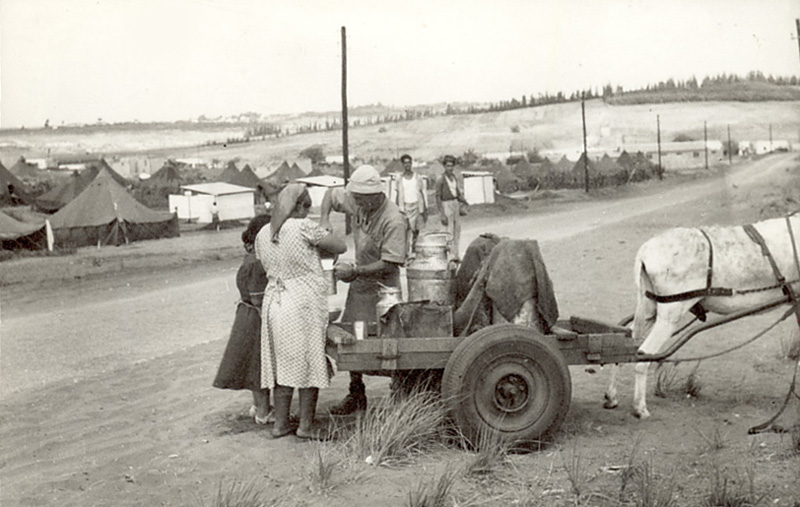
Распределение молока

## Условия
Большинство жителей маабарот жили во временных жестяных жилищах. Условия жизни были крайне тяжелыми, с плохими санитарными условиями. Например, в одном из мест на 350 человек приходился один душ, и на 56 человек один туалет.
В отличие от лагерей олим, где Еврейское Агентство (Сохнут) занималось снабжением, жители маабарот заботились о себе сами.

## Фильмы
Израильский сатирик Эфраим Кишон снял фильм «Салах Шабати» про маабарот. Фильм получил призы и считается классикой израильского кинематографа.